# Yakovlev EG
El Yakovlev EG (en ruso: Яковлев ЭГ, del término Экспериментальный Геликоптер, transliterado como Eksperimentalnyi Gelikopter), también denominado Sh y Yak-M11FR-1, fue un helicóptero experimental desarrollado por el OKB soviético Yakovlev entre 1946 y 1948.

## Desarrollo
El EG fue el primer helicóptero desarrollado por Yakovlev OKB. Para eliminar el problema del par de giro se empleó un sistema de doble rotor coaxial, que posteriormente pasaría a ser una característica de los helicópteros creados por Kamov. El aparato estaba propulsado por un motor radial de cinco cilindros Shvetsov M-11 situado dentro del fuselaje en la cola del aparato, propulsando los rotores bipala a través de una caja de transmisión de 90°. 
La estructura era un entramado de tubos de acero, con una pequeña cola tras el motor cubierta en tela para añadir estabilidad. Entre las varias modificaciones realizadas al prototipo se cuentan la eliminación de la estructura de cola y la reubicación del depósito de aceite justo tras el mamparo que separaba la cabina del motor, para desplazar el centro de gravedad hacia el morro. Una interesante característica de seguridad era un sistema que, en caso de cese de transmisión de fuerza a los rotores, automáticamente ajustaba el paso colectivo de los mismos a la posición de autorrotación.
Aunque el aparato era capaz de mantenerse en vuelo estacionario correctamente, llegando a alcanzar una altura de 250 metros, cuando la velocidad horizontal excedía de 30 km/h aparecían vibraciones y pérdida de control, que nunca llegaron a solucionarse antes de la cancelación del proyecto.

## Especificaciones

### Características generales
- Tripulación: 2 (piloto y copiloto)
- Longitud: 6,53 m
- Diámetro rotor principal: 10 m
- Peso vacío: 878 kg
- Peso cargado: 1020 kg
- Planta motriz: 1× motor radial Shvetsov M-11FR-1.
  - Potencia: 104 kW (140 HP; 142 CV)
- Hélices: Dos rotores coaxiales bipala

### Rendimiento
- Alcance: km
- Radio de acción: km
- Alcance en combate: km
- Alcance en ferry: km